# Altavoz de 3 vías
Es un sistema que monta dentro de la misma caja acústica tres altavoces diferenciados: 
- Un tweeter: Altavoz de menor tamaño (generalmente de condensador), especializado en altas frecuencias (4 a 20 kHz); optimizado para reproducir los agudos. La vibración de la bobina es de amplitud muy débil (solo se desplaza una porción de la membrana), Son altavoces ligeros pequeños y rígidos, los domos miden generalmente hasta dos cm, los conos hasta 6cm. Enfriados con ferrofluido (aceite de viscosidad controlada cargado con partículas de hierro, se pone en el entrehierro), además tienen muy poca excursión, de hecho se habla de vibración y solo de una porción de la membrana, las potencias admisibles van de 20 a 70W

- Un altavoz-medio: Altavoz de tamaño intermedio, especializado en frecuencias medias (800 a  5000 Hz); Pueden ser de Cono o Domo, estos últimos son muy comunes, y su funcionamiento es una vibración de todo el conjunto móvil.

- Un woofer: Altavoz de mayor tamaño (generalmente de bobina móvil), especializado en bajas frecuencias (30 a  800 Hz); optimizado para reproducir los tonos graves, tienen un gran diámetro 15" (38cm) y 18" (46cm). Su membrana es pesada, debe tener posibilidad de elongación, el diámetro de la bobina es hasta de 10cm, contienen un imán potente y pesado (para mantener una densidad en el flujo magnético en el entrehierro), contienen también circuitos de enfriamiento muy desarrollados. Funciona como pistón, el conjunto móvil se desplaza en un solo bloque.

La señal de audio es dividida mediante crossovers activos o pasivos, para aplicar un determinado rango de frecuencias al altavoz apropiado.
Aunque este sistema optimiza la banda de medios, normalmente descuidada, son altavoces muy costosos y, por su alto precio de mercado, tienen escasa implementación.